# Sophronia semicostella
Sophronia semicostella là một loài bướm đêm thuộc họ Gelechiidae. Nó được tìm thấy ở hầu hết châu Âu, except Hy Lạp, Bulgaria và quần đảo the in Địa Trung Hải.
Sải cánh dài khoảng 18 mm. Con trưởng thành bay từ tháng 6 đến tháng 7.
Ấu trùng có thể ăn Anthoxanthum odoratum.

## Hình ảnh

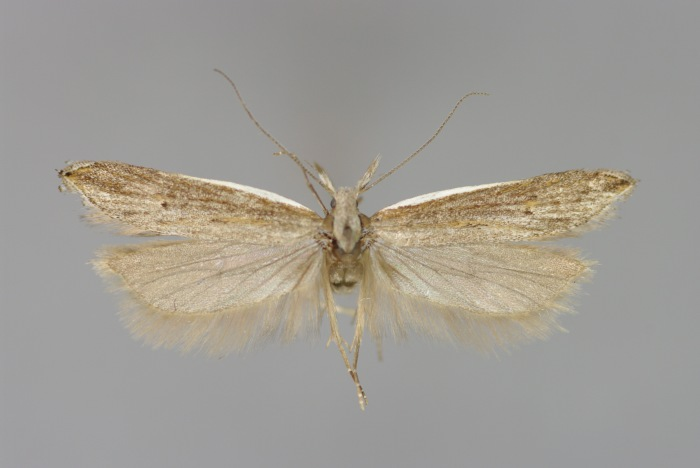